# Bekim Fehmiu
Bekim Fehmiu (cirílico serbio: Беким Фехмију; Sarajevo, Reino de Yugoslavia; 1 de junio de 1936 - Belgrado, Serbia; 15 de junio de 2010) fue un actor de teatro y cine yugoslavo de etnia albanesa. Fue el primer actor de Europa del Este en protagonizar Hollywood durante la Guerra Fría.

## Biografía

### Primeros años
Fehmiu nació en Sarajevo, Yugoslavia, en una familia de etnia albanesa de Đakovica, Kosovo. Su padre Ibrahim adoptó su apodo de la escuela secundaria Fehmiu como apellido en sustitución del Imer Halili original. La familia se mudó a Shkodër, Albania, donde pasaron tres años y en 1941 regresó a Yugoslavia a Prizren, donde pasó su infancia. Formó parte del club de actuación en su escuela secundaria en dicha ciudad y después de graduarse se convirtió en miembro del Teatro Popular del Condado de Pristina, el único teatro profesional en lengua albanesa en Yugoslavia, además se graduó de la Facultad de Arte Dramático (FDU) en Belgrado en 1960.

### Carrera de actuación
En 1960 se convirtió en miembro del Teatro Dramático Yugoslavo de Belgrado, que abandonó en 1967, citando malos tratos, para convertirse en artista libre.
La gran oportunidad de Fehmiu fue la película de 1967 Encontré cíngaros felices, un retrato sutil de la vida romaní que ganó dos premios en Cannes y fue nominada a un Oscar. Conocido por su apariencia machista y sus modales suaves, fue luego cortejado por cineastas occidentales y firmó un contrato con el productor ganador de un premio de la Academia, Dino De Laurentiis. Fue De Laurentiis quien, en 1968, lo eligió como Odiseo en la aclamada miniserie de La Odisea. Fue el primer éxito de taquilla de la televisión italiana y convirtió a Fehmiu en un icono en algunas partes de Europa.
Fehmiu también parecía estar preparado para el estrellato en Hollywood, pero su primera película estadounidense, Los aventureros, fue un desastre crítico y financiero que "arruinó cualquier oportunidad de Fehmiu de alcanzar un estrellato similar en Hollywood". En 1971 protagonizó el drama de acción occidental La quebrada del diablo, dirigido por Burt Kennedy. En 1973 interpretó el papel del padre ocupado en la desgarradora película de Raimondo Del Balzo The Last Snows of Spring y luego en 1975 interpretó el papel del expolítico Alexander Diakim en la película Permission to Kill, con Ava Gardner y Dirk Bogarde. En 1976 interpretó al piloto ficticio asesinado de la Luftwaffe, Hans Reiter en la película Salon Kitty Tinto Brass junto a Helmut Berger, Ingrid Thulin y Teresa Ann Savoy. Interpretó a un terrorista palestino en el thriller político de 1977 de John Frankenheimer, Domingo Negro. A pesar de que sus películas de Hollywood lograron poco éxito, le fue bien en el cine de autor y en el cine europeo, así como en el teatro, siendo este último su medio preferido.
Interpretó al padre de la Madre Teresa, Nikola Boyaxhiu, en la película de 1982 La Voce (La Voz). Actuó como José en la producción italiana Un niño llamado Jesús (1987). Debía haber actuado en la película Genghis Khan. (1992), pero finalmente nunca se hizo.
En 1987, en protesta por el trato del gobierno yugoslavo a los albanokosovares, bajó del escenario en el Teatro Dramático Yugoslavo de Belgrado durante la obra Madame Kollontai de Agneta Pleijel. Dejó el escenario, y poco después, la película.

### Vida personal
Fehmiu estaba casado con la actriz serbia Branka Petrić. La pareja tenía dos hijos, Hedon y Uliks, y residía en el área de Zvezdara en Belgrado.

### Muerte
Fehmiu fue encontrado muerto el 15 de junio de 2010 en su apartamento de Belgrado. Los informes iniciales indicaron que se suicidó. Sin embargo el ministro del interior, Ivica Dačić dijo que este fue encontrado baleado en su apartamento y que el arma estaba registrada a nombre de Fehmiu. Tenía 74 años. Su cuerpo fue incinerado y las cenizas fueron esparcidas en Prizren Bistrica en Prizren, el hogar de su infancia.

## Legado
El New York Times apodó a Fehmiu como el "latido del corazón yugoslavo" por sus conquistas juveniles y sus conocidos con personas como Brigitte Bardot y Ava Gardner. Décadas después de su última aparición en la pantalla, los lectores de una importante revista femenina italiana lo votaron como uno de los diez hombres más atractivos del siglo XX.
Fehmiu apareció en 41 películas entre 1953 y 1998. Fue uno de los primeros actores de teatro y cine albaneses en actuar en teatros y películas en toda Yugoslavia, con Abdurrahman Shala, Faruk Begolli y Enver Petrovci, apareciendo en una serie de papeles que cambiaron la historia del cine de Yugoslavia y dejó una huella en los desarrollos artísticos en otros lugares. Al final de su carrera había actuado en producciones cinematográficas en nueve idiomas, incluidos los balcánicos, francés, español, inglés e italiano.
En 2001, Samizdat B92 publicó un libro de memorias de Bekim Fehmiu, titulado Blistavo i strašno (Brillante y aterrador), que describe su vida hasta 1955, año en que se convirtió en actor.

## Filmografía

### Películas
| Año  | Título                                             | Personaje                                      | Observaciones      |
| ---- | -------------------------------------------------- | ---------------------------------------------- | ------------------ |
| 1960 | Dan četrnaesti                                     | Policía                                        |                    |
| 1961 | Tu ne tueras point                                 | Čuvar u čekaonici                              | Sin acreditar      |
| 1962 | Saša                                               | Marić, poručnik Kraljevske vojske              |                    |
| 1964 | Pod isto nebo                                      | Kerim                                          |                    |
| 1965 | Devojka                                            |                                                |                    |
| 1965 | Klakson                                            | Marko                                          |                    |
| 1965 | Neprijatelj                                        |                                                |                    |
| 1965 | Ko puca otvoriće mu se                             |                                                |                    |
| 1966 | Morgan: un caso adecuado para el tratamiento       |                                                | Sin acreditar      |
| 1966 | Roj                                                | Halil Beg                                      |                    |
| 1966 | Vreme ljubavi                                      | Milija, trubač                                 | (episodio "Poner") |
| 1966 | Tople godine                                       | Mirko                                          |                    |
| 1967 | Encontré cíngaros felices                          | Bora                                           |                    |
| 1967 | Protesta                                           | Ivo Bajsić                                     |                    |
| 1968 | Uzrok smrti ne pominjati                           | Mihajlo                                        |                    |
| 1970 | Los aventureros                                    | Dax Xenos                                      |                    |
| 1971 | Klopka za generala                                 | Doktor - obaveštajac OZNE                      |                    |
| 1971 | The Deserter                                       | Capitán Victor Kaleb                           |                    |
| 1973 | Las últimas nieves de la primavera                 | Roberto                                        |                    |
| 1974 | Il gioco della verità                              |                                                |                    |
| 1974 | Deps                                               | Deps                                           |                    |
| 1974 | Il testimone deve tacere                           | Doctor Giorgio Sironi                          |                    |
| 1974 | Košava                                             | Adam Milovanović                               |                    |
| 1975 | Cagliostro                                         | Conde Alexander Cagliostro / Giuseppe Balsamo] |                    |
| 1975 | Libertad, amor mío                                 | Sandro Poggi                                   |                    |
| 1975 | Pavle Pavlović                                     | Pavle Pavlović                                 |                    |
| 1975 | Permiso para matar                                 | Alexander Diakim                               |                    |
| 1976 | Salón Kitty                                        | Hans Reiter                                    |                    |
| 1977 | Disposta a tutto                                   | Marco                                          |                    |
| 1977 | Domingo negro                                      | Mohammed Fasil                                 |                    |
| 1977 | Specijalno vaspitanje                              | Vaspitač Žarko Munižaba                        |                    |
| 1978 | Stići pre svitanja                                 | Esad Ljumi                                     |                    |
| 1979 | Partizanska eskadrila                              | Mayor Dragan                                   |                    |
| 1981 | Široko je lišće                                    | Bajá                                           |                    |
| 1982 | Sarâb                                              | Vlsdar                                         |                    |
| 1982 | La Voce                                            | Nicolay                                        |                    |
| 1982 | Pavilón seliem                                     | Kalmán Furtek                                  |                    |
| 1985 | Crveni i crni                                      | Ivan Pipan                                     |                    |
| 1992 | Genghis Khan                                       |                                                | película inacabada |
| 1997 | Isla de los Balcanes: La última historia del siglo | Mentor                                         |                    |

### Televisión
| Año  | Título                  | Papel             | Notas                                 |
| ---- | ----------------------- | ----------------- | ------------------------------------- |
| 1968 | L'Odissea               | Ulisse            | Miniserie de televisión internacional |
| 1968 | Prljave ruke            |                   | Película de televisión                |
| 1972 | Paljenje Rajhstaga      | [Georgi Dimitrov] | Corto de TV                           |
| 1979 | I vecchi ei giovani     | Aurelio Costa     | Miniserie de TV                       |
| 1987 | Un bambino di nome Gesù | José              | Miniserie de TV                       |
| 1987 | Poslednja priča         |                   | Película de televisión                |
| 1989 | Disperatamente Giulia   | Armando Zani # 2  | Miniserie de TV                       |
| 1998 | Il cuore e la spada     | Gormond           | Película de televisión                |